# Premierzy Norwegii
Premierzy Norwegii – lista premierów stojących na czele rządów Norwegii.

## Zjednoczone Królestwo Szwecji i Norwegii (1873–1905)

### Premierzy urzędujący w Sztokholmie (1814-1873)
| # | Imię i Nazwisko                  | Portret | Kadencja          | Kadencja          |
| # | Imię i Nazwisko                  | Portret | Od                | Do                |
| - | -------------------------------- | ------- | ----------------- | ----------------- |
| 1 | Peder Anker (1749–1824)          |         | 27 listopada 1814 | 1 lipca 1822      |
| 2 | Mathias Sommerhielm (1764–1827)  |         | 1 lipca 1822      | 15 listopada 1827 |
| 3 | Severin Løvenskiold (1777–1856)  |         | 10 lipca 1828     | 27 lutego 1841    |
| 4 | Frederik Due (1796–1873)         |         | 27 lutego 1841    | 16 grudnia 1858   |
| 5 | Georg Sibbern (1816–1901)        |         | 16 grudnia 1858   | 1 listopada 1871  |
| 6 | Otto Richard Kierulf (1825–1897) |         | 1 listopada 1871  | 21 lipca 1873     |

### Pierwsi ministrowie rezydujący wChristianii(1814-1873)
- tymczasowo

| #   | Imię i Nazwisko                                | Portret | Kadencja             | Kadencja             | Partia polityczna | Partia polityczna | Rząd |
| #   | Imię i Nazwisko                                | Portret | Od                   | Do                   | Partia polityczna | Partia polityczna | Rząd |
| --- | ---------------------------------------------- | ------- | -------------------- | -------------------- | ----------------- | ----------------- | ---- |
| 1   | Frederik Gottschalk von Haxthausen (1750–1825) |         | 2 marca 1814         | 20 sierpnia 1814     |                   | bezpartyjny       | •    |
| 2   | Marcus Gjøe Rosenkrantz (1762–1838)            |         | 20 sierpnia 1814     | 11 listopada 1814    |                   | bezpartyjny       | •    |
| (2) | Marcus Gjøe Rosenkrantz (1762–1838)            |         | 11 listopada 1814    | 31 stycznia 1815     | 1                 | bezpartyjny       |      |
| 3   | Mathias Sommerhielm (1764–1827)                |         | 31 stycznia 1815     | 1 lipca 1822         | 1                 | bezpartyjny       |      |
| 4   | Jonas Collett (1772–1851)                      |         | 1 lipca 1822         | 19 września 1836     | 1                 | bezpartyjny       |      |
| 5   | Thomas Fasting (1769–1841)                     |         | 19 września 1836     | 17 października 1839 | 2                 | bezpartyjny       |      |
| 6   | Nicolai Johan Lohmann Krog (1787–1856)         |         | 17 października 1839 | 8 marca 1844         | 2                 | bezpartyjny       |      |
| (6) | Nicolai Johan Lohmann Krog (1787–1856)         |         | 8 marca 1844         | 5 stycznia 1855      | •                 | bezpartyjny       |      |
| 7   | Jørgen Herman Vogt (1784–1862)                 |         | 5 stycznia 1855      | 17 czerwca 1856      | •                 | bezpartyjny       |      |
| (7) | Jørgen Herman Vogt (1784–1862)                 |         | 17 czerwca 1856      | 4 grudnia 1858       | •                 | bezpartyjny       |      |
| 8   | Hans Christian Petersen (1793–1862)            |         | 4 grudnia 1858       | 16 grudnia 1858      | •                 | bezpartyjny       |      |
| (8) | Hans Christian Petersen (1793–1862)            |         | 16 grudnia 1858      | 12 grudnia 1861      | •                 | bezpartyjny       |      |
| −   | Erik Røring Møinichen (1797–1875)              |         | 12 grudnia 1861      | 17 grudnia 1861      | •                 | bezpartyjny       |      |
| 9   | Frederik Stang (1808–1884)                     |         | 17 grudnia 1861      | 21 lipca 1873        | bezpartyjny       | •                 |      |

### Premierzy Norwegii urzędujący w Sztokholmie (1873-1905)
- tymczasowo

| #   | Imię i Nazwisko                     | Portret | Kadencja             | Kadencja             | Partia polityczna | Partia polityczna |
| #   | Imię i Nazwisko                     | Portret | Od                   | Do                   | Partia polityczna | Partia polityczna |
| --- | ----------------------------------- | ------- | -------------------- | -------------------- | ----------------- | ----------------- |
| 1   | Otto Richard Kierulf (1825–1897)    |         | 21 lipca 1873        | 21 marca 1884        |                   | bezpartyjny       |
| −   | Wolfgang Wenzel Haffner (1806–1892) |         | 21 marca 1884        | 3 kwietnia 1884      |                   | bezpartyjny       |
| 2   | Carl Otto Løvenskiold (1839–1916)   |         | 3 kwietnia 1884      | 26 czerwca 1884      |                   | bezpartyjny       |
| 3   | Ole Richter (1829–1888)             |         | 26 czerwca 1884      | 6 czerwca 1888       |                   | V                 |
| 4   | Jacob Stang (1830–1907)             |         | 6 czerwca 1888       | 13 lipca 1889        |                   | V                 |
| 5   | Gregers Gram (1846–1929)            |         | 13 lipca 1889        | 6 marca 1891         |                   | H                 |
| 6   | Otto Blehr (1847–1927)              |         | 6 marca 1891         | 2 maja 1893          |                   | V                 |
| (5) | Gregers Gram (1846–1929)            |         | 2 maja 1893          | 17 lutego 1898       |                   | H                 |
| (6) | Otto Blehr (1847–1927)              |         | 17 lutego 1898       | 21 kwietnia 1902     |                   | V                 |
| 7   | Ole Anton Qvam (1834–1904)          |         | 21 kwietnia 1902     | 22 października 1903 |                   | V                 |
| 8   | Sigurd Ibsen (1859–1930)            |         | 22 października 1903 | 11 marca 1905        |                   | V                 |
| 9   | Jørgen Løvland (1848–1922)          |         | 11 marca 1905        | 7 czerwca 1905       |                   | V                 |

### Premierzy Norwegii urzędujący wChristianii(1873-1905)
- tymczasowo

| #   | Imię i Nazwisko                   | Portret | Kadencja             | Kadencja             | Partia polityczna | Partia polityczna | Rząd |
| #   | Imię i Nazwisko                   | Portret | Od                   | Do                   | Partia polityczna | Partia polityczna | Rząd |
| --- | --------------------------------- | ------- | -------------------- | -------------------- | ----------------- | ----------------- | ---- |
| 1   | Frederik Stang (1808–1884)        |         | 21 lipca 1873        | 4 października 1880  |                   | bezpartyjny       | •    |
| −   | Christian Selmer (1816–1889)      |         | 4 października 1880  | 11 października 1880 | bezpartyjny       |                   | •    |
| 2   | Christian Selmer (1816–1889)      |         | 11 października 1880 | 11 marca 1884        | bezpartyjny       | •                 |      |
| −   | Ole Andreas Bachke (1830–1890)    |         | 11 marca 1884        | 29 marca 1884        | bezpartyjny       | •                 |      |
| −   | Niels Mathias Rye (1824–1905)     |         | 29 marca 1884        | 3 kwietnia 1884      | bezpartyjny       | •                 |      |
| 3   | Christian Schweigaard (1838–1899) |         | 3 kwietnia 1884      | 26 czerwca 1884      | bezpartyjny       | •                 |      |
| 4   | Johan Sverdrup (1816–1892)        |         | 26 czerwca 1884      | 13 lipca 1889        |                   | V                 | •    |
| 5   | Emil Stang (1834–1912)            |         | 13 lipca 1889        | 6 marca 1891         |                   | H                 | 1    |
| 6   | Johannes Steen (1827–1906)        |         | 6 marca 1891         | 2 maja 1893          |                   | V                 | 1    |
| (5) | Emil Stang (1834–1912)            |         | 2 maja 1893          | 14 października 1895 |                   | H                 | 2    |
| 7   | Francis Hagerup (1853–1921)       |         | 14 października 1895 | 17 lutego 1898       | 1                 | H                 |      |
| (6) | Johannes Steen (1827–1906)        |         | 17 lutego 1898       | 21 kwietnia 1902     |                   | V                 | 2    |
| 8   | Otto Blehr (1847–1927)            |         | 21 kwietnia 1902     | 22 października 1903 | 1                 | V                 |      |
| (7) | Francis Hagerup (1853–1921)       |         | 22 października 1903 | 11 marca 1905        |                   | Samlingspartiet   | 2    |
| 9   | Christian Michelsen (1857–1925)   |         | 11 marca 1905        | 7 czerwca 1905       |                   | V                 | •    |

## Królestwo Norwegii (1905-)

### Premierzy Norwegii (1905–1945)
- tymczasowo

| #   | Imię i Nazwisko                        | Portret | Kadencja             | Kadencja             | Partia polityczna | Partia polityczna  | Rząd |
| #   | Imię i Nazwisko                        | Portret | Od                   | Do                   | Partia polityczna | Partia polityczna  | Rząd |
| --- | -------------------------------------- | ------- | -------------------- | -------------------- | ----------------- | ------------------ | ---- |
| 1   | Christian Michelsen (1857–1925)        |         | 7 czerwca 1905       | 23 października 1907 |                   | V                  | •    |
| 2   | Jørgen Løvland (1848–1922)             |         | 23 października 1907 | 19 marca 1908        | •                 | V                  |      |
| 3   | Gunnar Knudsen (1848–1928)             |         | 19 marca 1908        | 2 lutego 1910        | 1                 | V                  |      |
| 4   | Wollert Konow (1845–1924)              |         | 2 lutego 1910        | 20 lutego 1912       |                   | Frisinnede Venstre | •    |
| 5   | Jens Bratlie (1856–1939)               |         | 20 lutego 1912       | 31 stycznia 1913     |                   | H                  | •    |
| (3) | Gunnar Knudsen (1848–1928)             |         | 31 stycznia 1913     | 21 czerwca 1920      |                   | V                  | 2    |
| 6   | Otto Bahr Halvorsen (1872–1923)        |         | 21 czerwca 1920      | 22 czerwca 1921      |                   | H                  | 1    |
| 7   | Otto Blehr (1847–1927)                 |         | 22 czerwca 1921      | 6 marca 1923         |                   | V                  | 2    |
| (6) | Otto Bahr Halvorsen (1872–1923)        |         | 6 marca 1923         | 23 maja 1923         |                   | H                  | 2    |
| −   | Christian Fredrik Michelet (1872–1923) |         | 24 maja 1923         | 30 maja 1923         | H                 |                    | 2    |
| 8   | Abraham Berge (1851–1936)              |         | 30 maja 1923         | 25 lipca 1924        |                   | Frisinnede Venstre | •    |
| 9   | Johan Ludwig Mowinckel (1870–1943)     |         | 25 lipca 1924        | 5 marca 1926         |                   | V                  | 1    |
| 10  | Ivar Lykke (1872–1949)                 |         | 5 marca 1926         | 28 stycznia 1928     |                   | H                  | •    |
| 11  | Christopher Hornsrud (1859–1960)       |         | 28 stycznia 1928     | 15 lutego 1928       |                   | A/Ap               | •    |
| (9) | Johan Ludwig Mowinckel (1870–1943)     |         | 15 lutego 1928       | 12 maja 1931         |                   | V                  | 2    |
| 12  | Peder Kolstad (1878–1932)              |         | 12 maja 1931         | 14 marca 1932        |                   | Sp                 | •    |
| −   | Birger Braadland (1879–1966)           |         | 1 lutego 1932        | 29 lutego 1932       | Sp                |                    | •    |
| −   | Nils Trædal (1879–1948)                |         | 29 lutego 1932       | 10 marca 1932        | Sp                |                    | •    |
| −   | Birger Braadland (1879–1966)           |         | 10 marca 1932        | 14 marca 1932        | Sp                |                    | •    |
| 13  | Jens Hundseid (1883–1965)              |         | 14 marca 1932        | 3 marca 1933         | Sp                | •                  |      |
| (9) | Johan Ludwig Mowinckel (1870–1943)     |         | 3 marca 1933         | 20 marca 1935        |                   | V                  | 3    |
| 14  | Johan Nygaardsvold (1879–1952)         |         | 20 marca 1935        | 25 czerwca 1945      |                   | A/Ap               | •    |

### Rząd okupacyjny (1940–1945)
| # | Imię i Nazwisko                       | Portret | Kadencja         | Kadencja         | Partia polityczna | Partia polityczna | Rząd |
| # | Imię i Nazwisko                       | Portret | Od               | Do               | Partia polityczna | Partia polityczna | Rząd |
| - | ------------------------------------- | ------- | ---------------- | ---------------- | ----------------- | ----------------- | ---- |
| - | Vidkun Quisling (1887–1945)           |         | 9 kwietnia 1940  | 15 kwietnia 1940 |                   | Nasjonal Samling  | 1    |
| - | Ingolf Elster Christensen (1872–1943) |         | 15 kwietnia 1940 | 25 września 1940 |                   | H                 | •    |
| - | Josef Terboven (1898–1945)            |         | 25 września 1940 | 1 lutego 1942    |                   | NSDAP             | •    |
| - | Vidkun Quisling (1887–1945)           |         | 1 lutego 1942    | 9 maja 1945      |                   | Nasjonal Samling  | 2    |

### Premierzy Norwegii (od 1945)
- tymczasowo

| #    | Imię i Nazwisko                  | Portret          | Kadencja             | Kadencja             | Partia polityczna | Partia polityczna | Rząd |
| #    | Imię i Nazwisko                  | Portret          | Od                   | Do                   | Partia polityczna | Partia polityczna | Rząd |
| ---- | -------------------------------- | ---------------- | -------------------- | -------------------- | ----------------- | ----------------- | ---- |
| 15   | Einar Gerhardsen (1897–1987)     |                  | 25 czerwca 1945      | 5 listopada 1945     |                   | A/Ap              | 1    |
| 15   | Einar Gerhardsen (1897–1987)     | 5 listopada 1945 | 19 listopada 1951    | 2                    |                   | A/Ap              |      |
| 16   | Oscar Torp (1893–1958)           |                  | 19 listopada 1951    | 21 stycznia 1955     | •                 | A/Ap              |      |
| (15) | Einar Gerhardsen (1897–1987)     |                  | 22 stycznia 1955     | 28 sierpnia 1963     | 3                 | A/Ap              |      |
| 17   | John Lyng (1905–1978)            |                  | 28 sierpnia 1963     | 25 września 1963     |                   | H                 | •    |
| (15) | Einar Gerhardsen (1897–1987)     |                  | 25 września 1963     | 12 października 1965 |                   | A/Ap              | 4    |
| 18   | Per Borten (1913–2005)           |                  | 12 października 1965 | 16 marca 1971        |                   | Sp                | •    |
| 19   | Trygve Bratteli (1910–1984)      |                  | 17 marca 1971        | 18 października 1972 |                   | A/Ap              | 1    |
| 20   | Lars Korvald (1916–2006)         |                  | 18 października 1972 | 16 października 1973 |                   | KrF               | •    |
| (19) | Trygve Bratteli (1910–1984)      |                  | 16 października 1973 | 15 stycznia 1976     |                   | A/Ap              | 2    |
| 21   | Odvar Nordli (1927–2018)         |                  | 15 stycznia 1976     | 4 lutego 1981        | •                 | A/Ap              |      |
| 22   | Gro Harlem Brundtland (ur. 1939) |                  | 4 lutego 1981        | 14 października 1981 | 1                 | A/Ap              |      |
| 23   | Kåre Willoch (1928–2021)         |                  | 14 października 1981 | 9 maja 1986          |                   | H                 | •    |
| (22) | Gro Harlem Brundtland (ur. 1939) |                  | 9 maja 1986          | 16 października 1989 |                   | A/Ap              | 2    |
| 24   | Jan P. Syse (1930–1997)          |                  | 16 października 1989 | 3 listopada 1990     |                   | H                 | •    |
| (22) | Gro Harlem Brundtland (ur. 1939) |                  | 3 listopada 1990     | 25 października 1996 |                   | A/Ap              | 3    |
| 25   | Thorbjørn Jagland (ur. 1950)     |                  | 25 października 1996 | 17 października 1997 | •                 | A/Ap              |      |
| 26   | Kjell Magne Bondevik (ur. 1947)  |                  | 17 października 1997 | 17 marca 2000        |                   | KrF               | 1    |
| 27   | Jens Stoltenberg (ur. 1959)      |                  | 17 marca 2000        | 19 października 2001 |                   | A/Ap              | 1    |
| (26) | Kjell Magne Bondevik (ur. 1947)  |                  | 19 października 2001 | 17 października 2005 |                   | KrF               | 2    |
| (27) | Jens Stoltenberg (ur. 1959)      |                  | 17 października 2005 | 16 października 2013 |                   | A/Ap              | 2    |
| 28   | Erna Solberg (ur. 1961)          |                  | 16 października 2013 | 14 października 2021 |                   | H                 | •    |
| 29   | Jonas Gahr Støre (ur. 1960)      |                  | 14 października 2021 | nadal                |                   | A/Ap              | •    |